# Ein Bündel Fäulnis in der Grube
Ein Bündel Fäulnis In Der Grube est un album de Holger Hiller paru en 1983 sur le label Ata Tak.

## Pistes
| No  | Titre                                    | Durée |
| --- | ---------------------------------------- | ----- |
| 1.  | Liebe Beamtinnen Und Beamte              |       |
| 2.  | Blass Schlafen Rabe...                   |       |
| 3.  | Budapest - Bukarest                      |       |
| 4.  | Jonny (Du Lump)                          |       |
| 5.  | Hosen, Die Nicht Aneinander Passen       |       |
| 6.  | Akt Mit Feile (Für A. O.)                |       |
| 7.  | Mütter Der Fröhlichkeit                  |       |
| 8.  | Chemische Und Physikalische Entdeckungen |       |
| 9.  | Ein Bündel Fäulnis In Der Grube          |       |
| 10. | Das Feuer                                |       |
| 11. | Ein Hoch Auf Das Bügeln                  |       |